# 2776 Baikal
2776 Baikal је астероид главног астероидног појаса чија средња удаљеност од Сунца износи 2,367 астрономских јединица (АЈ).
Апсолутна магнитуда астероида је 12,5.